# Северни магнетни пол
Северни магнетни пол је тачка на површини Земљине северне хемисфере на којој магнетно поље планете показује вертикално наниже. Другим речима, ако је магнетна игла компаса остављена да се ротира у три димензије, она ће показивати право наниже. Постоји само једно место где се ово дешава, у близини, али различито од, географског северног пола. Магнетни северни пол Земље заправо се сматра јужним полом у смислу типичног магнета, што значи да би северни пол магнета био привучен ка Земљином магнетном северном полу.
Северни магнетни пол се помера током времена у складу са магнетним променама и издуживањем магнетних токова у спољашњем језгру Земље. Геолошки институт Канаде је 2001. године одредио да се налази западно од острва Елсмира на северу Канаде, на координатама 81°18′С 110°48′З. Године 2005. био је смештен на 83°06′С 117°48′З. Године 2009, и даље смештен унутар канадског Арктика на 84°54′С 131°00′З, кретао се ка Русији брзином између 55 и 60 км годишње. Године 2013. удаљеност између северног магнетног пола и географског северног пола износила је приближно 800 километара. Према пројекцијама из 2021. године, пол се померио изван канадског Арктика на 86,400°С 156,786°И.
Његов пандан на јужној хемисфери је јужни магнетни пол. Пошто магнетно поље Земље није потпуно симетрично, северни и јужни магнетни пол нису антиподални, што значи да права линија која их спаја не пролази кроз геометријски центар Земље.
Северни и јужни магнетни пол Земље познати су и као магнетни дип полови, с обзиром на вертикални „дип” линија магнетног поља на тим тачкама.

### Поларитет
Сви магнети имају два пола, где линије магнетног флукса улазе у један пол и излазе из другог. По аналогији са Земљиним магнетним пољем, ови полови се називају „северни” и „јужни” полови магнета. Пре него што је магнетизам био добро схваћен, северно оријентисани пол магнета дефинисан је као северни, према њиховој употреби у раним компасима. Међутим, супротни полови се привлаче, што значи да је, као физички магнет, магнетни северни пол Земље заправо на јужној хемисфери. Другим речима, ако утврдимо да је прави географски север север, онда оно што називамо северним магнетним полом Земље заправо је њен јужни магнетни пол, јер привлачи северни магнетни пол других магнета, као што су игле компаса.
Смер линија магнетног поља дефинисан је тако да линије излазе из северног пола магнета и улазе у јужни пол магнета.